# Ngatpang
Ngatpang là một bang của quốc đảo Palau. Bang có diện tích khoảng 47 km² và nằm ở phía tây hòn đảo lớn nhất nước là Babeldaob. Thủ phủ của bang là Oikuul với dân số 464 người, là điểm đông dân cư lớn thứ 6 cả nước.